# Julio César Trujillo
Julio César Trujillo Vásquez (Ibarra, 25 de marzo de 1931-Quito, 19 de mayo de 2019) fue un abogado y político ecuatoriano que ejerció cargos de diputado y asambleísta constituyente en diferentes períodos. Ejerció la presidencia del Consejo de Participación Ciudadana y Control Social Transitorio.
Doctor en Jurisprudencia por la Pontificia Universidad Católica del Ecuador, en donde fue profesor y decano. Como abogado, ejerció la práctica profesional por más de 50 años en el derecho constitucional y social, pero el campo al que más se dedicó fue el del derecho laboral, tanto en casos individuales como colectivos, siendo asesor de varias organizaciones sociales y sindicatos. Fue miembro de la Comisión Andina de Juristas.

## Biografía

### Infancia y estudios
Nació en Ibarra, capital de la provincia ecuatoriana de Imbabura, el 25 de marzo de 1931. Hijo de un artesano que trabajó en la agricultura y de una comerciante. Comenzó sus estudios en una escuela rural, continuando en La Salle y graduándose de bachiller en el Colegio Sánchez y Cifuentes, de Ibarra. Durante este periodo tuvo entre sus maestros a Leonidas Proaño, sacerdote católico dedicado a la alfabetización de los indígenas siendo un importante representante de la teología de la liberación, pensamiento al que Trujillo se integraría.
Luego de alcanzar el bachillerato migró a Quito con el sueño de ser piloto pero en lugar de eso estudiaría derecho en la Pontificia Universidad Católica del Ecuador, donde llegó a obtener su doctorado en jurisprudencia en 1958, iniciando a partir de ese momento su actividad laboral como profesor en la misma institución.

### Labor universitaria
Iniciando su cátedra universitaria de Derecho del Trabajo tras graduarse en 1958, se volvió un destacado maestro de la universidad lo cual le valió la nominación por parte de los estudiantes para el decanato de la facultad de jurisprudencia, buscando estos conseguir un cambio ante el largo periodo de Julio Tobar Donoso en la administración de la facultad. Tras su designación en este cargo en 1970, dio paso a la primera reforma de esta universidad.
La reforma consistió en la implantación del sistema de créditos y semestres en lugar de los seis años de estudio de cursos cerrados, se sustituyó el estudio de los códigos por el estudio del Derecho, se dio un importante impulso al Derecho Público y se inició la preocupación por el Derecho Económico. Pero de esto lo más importante sería que ya no sería suficiente declararse católicos para ingresar a las cátedras, sino tener otras cualidades y virtudes como: seriedad, puntualidad y responsabilidad.
El padre jesuita que era vicecanciller de la universidad, Alfonso Villalba, lo propuso como vicerrector, iniciando sus funciones en 1971 tras declararse que sus funciones de decano no eran incompatibles con las del vicerrectorado. Una vez en el cargo dio paso a la democratización de la institución junto al rector de ese tiempo, Hernán Malo.

### Ingreso a la política
Participó en política en la rama progresista del Partido Conservador llegando a ser asambleísta constituyente y diputado. Trabajó junto a los sindicatos de orientación demócrata cristiana y grupos sociales de la Sierra de Ecuador. Lideró un grupo de conservadores que se desafilia del Partido Conservador para acercarse al trabajo con grupos excluidos.
Durante las dictaduras de los años setenta, fue perseguido por su lucha por la democracia. Fue confinado a la selva amazónica por varios meses.
En 1977 lideró la constitución de Democracia Popular, siendo originalmente su precandidato a la presidencia pero más tarde cedería el puesto a Osvaldo Hurtado Larrea quien asumirá la candidatura de vicepresidente junto a Jaime Roldós Aguilera en una alianza con la Concentración de Fuerzas Populares. La dictadura no permitió la inscripción de DP para evitar una alianza con la  CFP, pero de todos modos, se realizó la alianza que candidateó a su binomio. Julio César Trujillo fue elegido legislador en 1978, mismo año en el que asumiría la presidencia de su organización política hasta 1983. Durante ese tiempo ejercería la presidencia del Tribunal de Garantías Constitucionales durante el año de 1982.
Se volvió candidato presidencial del oficialismo democristiano en 1984, tuvo un mal resultado electoral, quedando séptimo de nueve candidatos con 4.7 % de los votos, esto a raíz de la impopularidad del régimen de Osvaldo Hurtado. Permaneció en la Democracia Popular hasta 1993, en que el partido dio un giro hacia la derecha.

### Tras salida de Democracia Popular
Trujillo permaneció en el centro-izquierda política. A partir de 1997, se vinculó al trabajo del movimiento indígena Pachakutik, a la vez que era designado como primer defensor del pueblo de la historia del Ecuador en marzo de ese mismo año, sin embargo, a los 15 días de su posesión renuncia al cargo por falta de recursos para la institución.
Pachakutik lo candidatea para ser asambleísta por Pichincha, participando en la Asamblea Constituyente que elaboró una Constitución que reconocía los derechos colectivos de grupos indígenas y afroecuatorianos, así como permitió la aplicación de medios ancestrales de justicia indígena. En 2006 fue candidato a diputado por Pichincha por Pachakutik, pero no consiguió el escaño.
A inicios del gobierno de Rafael Correa formó parte de la Comisión de la Verdad; junto con Elsie Monge, monseñor Luis Alberto Luna Tobar y Pedro Restrepo; dedicada a la investigación de violaciones a los derechos humanos por parte del Estado que hayan sido cometidas entre 1984 y 2008.

### Ascenso al Consejo de Participación Ciudadana
En el último periodo del gobierno de Rafael Correa integró, a partir del 2015, la Comisión Nacional Anticorrupción (CNA), formada por el Frente Unitario de Trabajadores (FUT), que se dedicó a investigar caso de corrupción siendo sus miembros homenajeados el Día de los Trabajadores del 2017 a la vez que serían acusados judicialmente de calumnias por el contralor Carlos Pólit. También forma parte del colectivo YASunidos del cual fue su abogado, apoyando la consulta contra la explotación del Parque nacional Yasuní.
Con el fin del gobierno de Correa, su nombre fue mencionado para integrar Frente de Transparencia y Lucha Contra la Corrupción, organismo nombrado, mas no aceptó formar parte de este organismo dependiente al gobierno de Lenín Moreno. Sería tras la consulta popular que fue designado presidente del Consejo de Participación Ciudadana Transitorio en 2018, organismo surgido de las ternas enviadas por el presidente Lenín Moreno a la Asamblea Nacional, iniciando la evaluación, destitución y designación de autoridades de los órganos de control del Estado.
Finalizando su periodo en este organismo, inició una campaña para eliminar este organismo. En primera señaló que respaldaría el voto nulo en las elecciones de estas autoridades y que iba a comenzar a recolectar firmas para eliminar el organismo una vez deje sus funciones. El 6 de abril de 2019 forma el Comité por la Reinstitucionalización Nacional junto con Rosalía Arteaga, Gustavo Noboa, José Ayala Lasso, Enrique Ayala Mora, Nelsa Curbelo, Simón Espinoza, Hernán Pérez Loose y Pablo Dávila; con el propósito de eliminar el Consejo de Participación Ciudadana.

### Fallecimiento

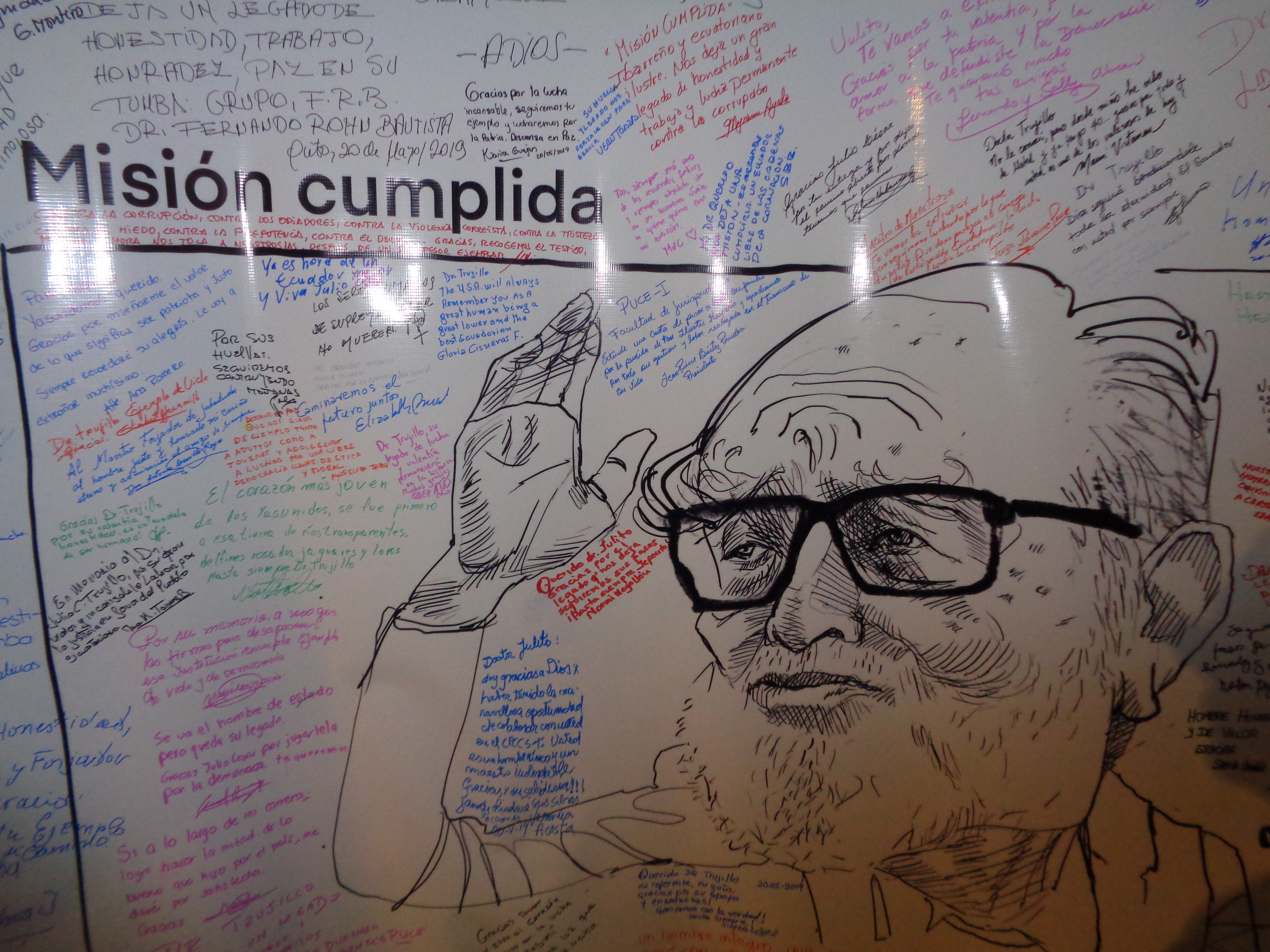
un memorial a la vida de Julio César Trujillo Campus de la PUCE Pontificia Universidad Católica del Ecuador Quito 20 de mayo de 2019

El 14 de mayo de 2019, horas después de rendir informe de las labores hechas por el Consejo de Participación Ciudadana transitorio, Trujillo sufrió un desmayo y fue inmediatamente trasladado al Hospital Metropolitano, al norte de la ciudad de Quito. Horas después, se confirmó que sufrió un accidente cerebrovascular y su estado de salud se mantuvo como reservado crítico.
El 17 de mayo de 2019, Julio César Trujillo fallece tras estar tres días internado en el Hospital Metropolitano de Quito debido al derrame cerebral.

## Sucesión
| Predecesor: Julio Tobar Donoso        | Decano de la Facultad de Jurisprudencia de la Pontificia Universidad Católica del Ecuador 1970-1974                              | Sucesor: Vicente Troya             |
| Predecesor: Mons. Ángel Gabriel Pérez | Vicerrector de la Pontificia Universidad Católica del Ecuador 1971-1975                                                          | Sucesor: Marco Vinicio Rueda, S.J. |
| Predecesor: Oswaldo Hurtado           | Presidente Nacional de Democracia Popular-Unión Demócrata Cristiana 7 de abril de 1978-27 de mayo de 1983                        | Sucesor: Wilfrido Lucero           |
| Predecesor: Álvaro Pérez Intriago     | Presidente del Tribunal de Garantías Constitucionales del Ecuador 1982-1982                                                      | Sucesor: Rodrigo Cisneros Donoso   |
| Predecesor: Cargo Creado              | Defensor del Pueblo del Ecuador 6-20 de mayo de 1997                                                                             | Sucesor: Miltón Álava Ormaza       |
| Predecesor: Jorge Rodríguez           | Coordinador de la Comisión Nacional Anticorrupción 12 de diciembre de 2017-28 de febrero de 2018                                 | Sucesor: Jorge Rodríguez           |
| Predecesor: Raquel González           | Presidente del Consejo Transitorio de Participación Ciudadana y Control Social del Ecuador 6 de marzo de 2018-19 de mayo de 2019 | Sucesor: José Carlos Tuárez        |